# Pogreb X
Pogreb X je bio hrvatski punk rock sastav iz Vinkovaca. Poznati član bio je Ivica Čuljak (nadimka Kečer), poslije poznat kao Satan Panonski. Djeluju od 1978. godine, a nazvali su se Pogreb X jer su kao prva postava živjeli blizu groblja.
Dva nosača zvuka su njihove vlastite snimke uživo, a dva su objavili pod diskografskom etiketom. Osnivač i vođa Pogreba X je Vladimir Adolf Soldo. Prvu postavu činili su: Šipek - vokal Adolf - bas Limeni - gitara Klodovik - bubnjevi . Sastav se prvi put raspao 1983., kad im je pjevač završio u psihijatrijskoj bolnici u Popovači. Dalje su javno svirali do 1985. u danima kad bi Satana Panonskog povremeno pustili iz bolnice za vikende.
Sastav se ponovo okupio 2006. godine.
Članovi su: Antun Pest, Vladimir Adolf Soldo, Željko Mikulić, Zoran Cvitković, Zvonimir Štimac, Darko Šipek, Limeni, Klodovik i Janko Nađ-Kićo.
Sadašnja postava je: Antun Pest – bubanj, Zvonimir Štimac – gitara, Zoran Cvitković – bas,  Vladimir Soldo - bas.

## Diskografija
Objavljeno:
- Live In Vinkovci '81 , nastup uživo, vlastito izdanje, 1981.
- Live At Studentski Centar • Zagreb 04.05.1981 , nastup uživo, vlastito izdanje, 1981.
- Iza Zida, 2009.
- Live In Novi Sad , 2010.